# Mutuípe
Mutuípe este un oraș în statul Bahia (BA) din Brazilia.